# 不破孝一
不破 孝一（ふわ こういち、1937年（昭和12年）9月29日 - 2012年（平成24年）2月6日）は日本の新聞記者、実業家。元BS日本社長。

## 略歴
1937年（昭和12年）9月29日、東京都に生まれる。法政大学経済学部を卒業後、1964年（昭和37年）に読売新聞社に入社する。1990年（平成2年）に世論調査部長、1992年（平成4年）に政治部長、1993年（平成5年）に編集局次長、1995年（平成7年）にメディア企画局長、1998年（平成10年）に取締役BS放送担当を経て、BS日本専務に就任し、2009年（平成21年）に社長に就任する。

## 共著
- 『政権党』（読売新聞社、1980）
- 『'83三大選挙の総分析』（読売新聞社、1984）
- 『自民「304」議席の秘密』（政治広報センター、1987）
- 『激変の政治選択』（読売新聞社、1990）

## 参考
- 『現代物故者事典 2012-2014』（日外アソシエーツ、2015）